# Barnes Lake-Millers Lake
Barnes Lake-Millers Lake é uma Região censo-designada localizada no estado americano de Michigan, no Condado de Lapeer.

## Demografia
Segundo o censo americano de 2000, a sua população era de 1187 habitantes.

## Geografia
De acordo com o United States Census Bureau tem uma área de 
8,9 km², dos quais 7,9 km² cobertos por terra e 1,0 km² cobertos por água.

## Localidades na vizinhança
O diagrama seguinte representa as localidades num raio de 20 km ao redor de Barnes Lake-Millers Lake. 